# Rudá královna
Rudá královna je fantasy román pro mládež od americké spisovatelky Victorie Aveyardové. Jedná se o první díl stejnojmenné série, který vyšel ve Spojených státech únoru roku 2015 pod názvem Red Queen jako autorčino debutové dílo. V Česku se kniha dostala na pulty již ve stejném roce pod nakladatelstvím CooBoo s překladem Alžběty Kalinové. Román brzo po svém vydání zaznamenal úspěch, vyhrál Goodreads Choice Award 2015 v kategorii Debut Goodreads Author a byl nominován na Goodreads Choice Award 2015 v kategorii Young Adult Fantasy & Science Fiction, kde skončil na čtvrtém místě. Do roku 2025 vyšel titul ve více než 40 jazycích.

## Děj
Sedmnáctiletá Mare Barrowová žije ve světě, který se dělí podle barvy krve na Stříbrné a Rudé. Zatímco si Stříbrní, prvotřídní válečníci oplývající mocnými schopnostmi, užívají života v blahobytu, Rudé sužuje chudoba. Mare je Rudá, a tak musí snášet krutovládu Stříbrných a živit se drobnými krádežemi. Navíc brzy oslaví své osmnácté narozeniny, což znamená, že ji legionáři odvedou do války, tak jako odvedli její tři starší bratry Sheda, Breeho a Tramyho.
Mare nastanou problémy, když se jednou v noci dozvídá, že jejímu parťákovi Kilornu Warrenovi zemřel mistr, což znamená, že už nemá žádnou práci. Kilornovi je osmnáct, a tudíž ho do týdne čeká odvod na frontu, ale Mare tomu chce zabránit. Rozhodne se proto za pomoci své mladší sestry Gisy okrást bohaté Stříbrné, ale plán jim nevyjde, když je Gisa při krádeži přistižena a za trest ji Stříbrní zlomí ruku, aby nebyla schopna vydělávat šitím. Mare hryže svědomí a místo toho, aby doma čelila provinilým pohledům rodičů, okrádá za tmy na ulici opilce. Během tohoto večera narazí na podivného mladíka, který se představí jako Cal a Mare se mu svěří se svými potížemi.
Druhého dne do domu Barrowových vtrhne hlídka a přinutí Mare jet na královský zámek Létov. Té dojde, že její předvolání musí souviset s Calem a později si uvědomí, že hoch, s kterým se setkala, je ve skutečnosti korunní princ celé říše. V Létově dostane práci služebné, nicméně během jednoho banketu použije veřejně své schopnosti, o nichž do té doby nevěděla – moc ovládat elektřinu. Mare je tedy nucena předstírat, že se jedná o ztracenou Stříbrnou šlechtičnu a dostává se do nebezpečné mocenské hry plné intrik a zrad. Zatímco je zasnoubena s Calovým mladším bratrem Mavenem, musí poznat svoji moc a naučit se ji ovládat, zároveň však také hrát dobře svou roli kruté Stříbrné. Navíc Mare zjišťuje, že po království se šíří sílící rebelie a je na čase, aby si vybrala stranu, za kterou se postaví.

## Postavy
- Mare Barrowová – sedmnáctiletá Rudá zlodějka, která je ochotná udělat pro své nejbližší cokoli
- Tiberias “Cal” Calore VII. – korunní princ, nejstarší syn z prvního manželství a dědic krále Tiberia Calora VI., umí ovládat oheň
- Maven Calore – druhý syn krále a nevlastní bratr Cala, také umí ovládat oheň, je posedlí Mare
- Shade Barrow- bratr Mare se stejnou mutací jako Mare
- Diana Farley- zakladatelka šarlatové hlídky a později přítelkyní Shadea

## Série
Rudá královna je první díl série, na který navazují další knihy. Seznam je seřazen chronologicky podle roku vydání ve Spojených státech.
1. Rudá královna (Red Queen), 2015
2. Křišťálový meč (Glass Sword), 2016
3. Králova klec (King’s cage), 2017
4. Válečná smršť (War Storm), 2018 (v ČR 2019)

Série taky obsahuje sbírku povídek z tohoto světa s názvem Zapovězený trůn (Broken Throne), která vyšla v ČR roku 2021.

## Adaptace
V květnu roku 2021 bylo oznámeno, že americká streamovací služba Peacock pracuje na seriálové adaptaci. Elizabeth Banksová má tuto show režírovat a sama si zahrát vedlejší roli.